# 霍普代爾 (麻薩諸塞州)
霍普代爾（英語：Hopedale）是一個位於美國麻薩諸塞州烏斯特縣的鎮。

## 人口
根據2020年美國人口普查的數據，霍普代爾的面積為13.80平方千米，當中陸地面積為13.40平方千米，而水域面積為0.40平方千米。當地共有人口6017人，而人口密度為每平方千米436人。